# جرارد اوتت
جرارد اوتت (انگلیسی: Gerard Autet؛ زادهٔ ۸ سپتامبر ۱۹۷۸) بازیکن فوتبال اهل اسپانیا است.
از باشگاه‌هایی که در آن بازی کرده‌است می‌توان به باشگاه فوتبال اسپانیول، باشگاه فوتبال بارسلونا سی، باشگاه فوتبال لوانته، باشگاه فوتبال اسپورتینگ خیخون، باشگاه فوتبال خرز، و باشگاه فوتبال بارسلونا اشاره کرد.